# Депопуляція

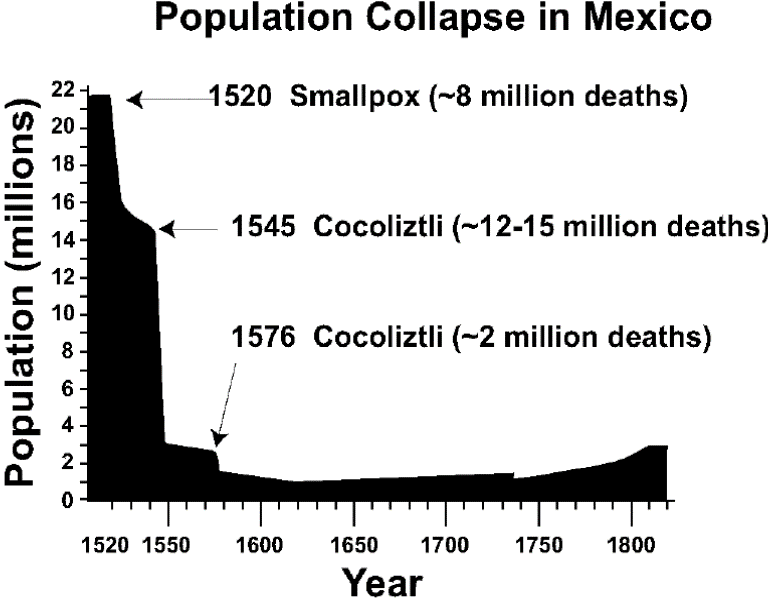
Депопуляція індіанців в XVI столітті в Новій Іспанії, спричинена європейською колонізацією, геноцидом, рабством та повторюваними епідеміями віспи та коколізлі. Загалом протягом 150 років після прибуття Колумба в 1492 році до Америки, 50–100 мільйонне населення корінних американців скоротилося на 90%. Для порівняння, чисельність населення Європи на початку XVI століття становила 80–85 мільйонів осіб.

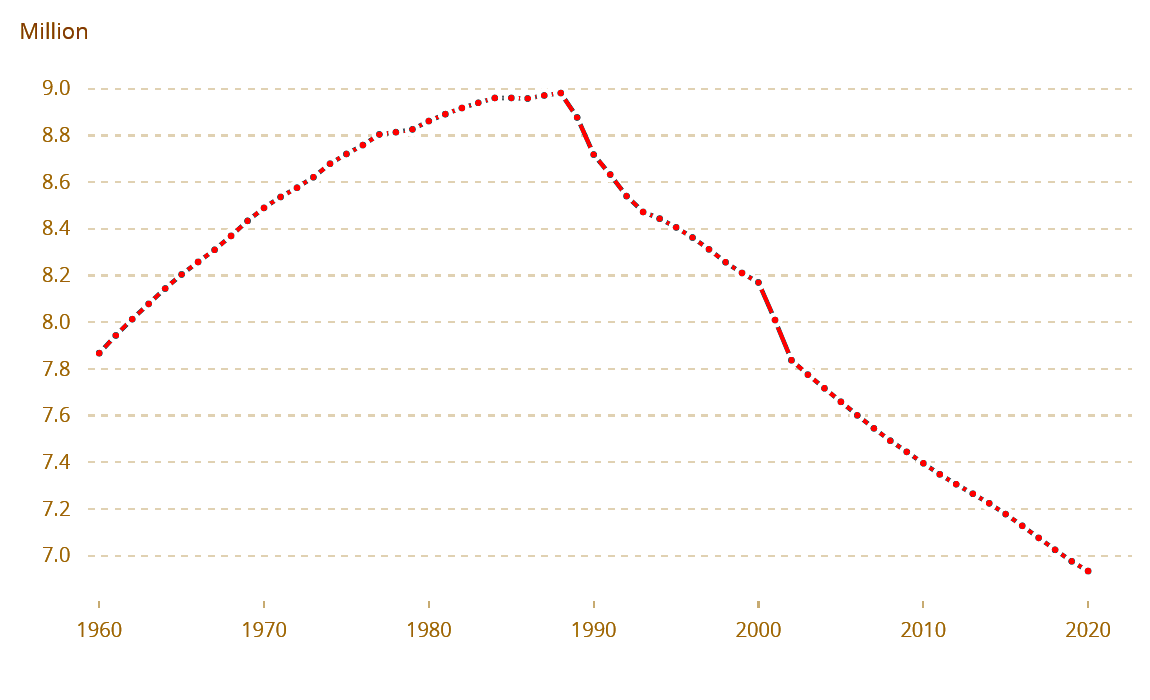
Населення Болгарії

Депопуля́ція — систематичне зменшення кількості населення певної країни або території як наслідок звуженого відтворення населення, коли наступні покоління кількісно менші від попередніх (смертність перевищує народжуваність, висока еміграція; обставини, що спричиняють великі втрати людей, наприклад, війна).

## Спад народжуваності у 2020—2021 рр.

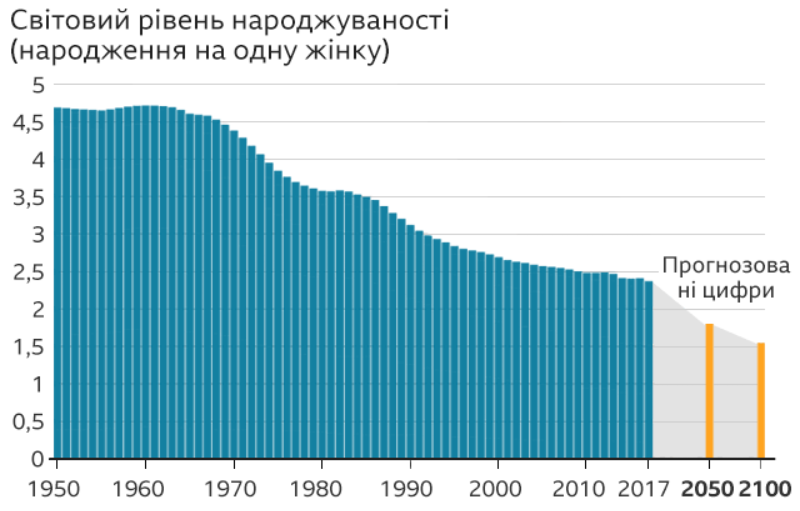
Дослідники з Інституту метрики та оцінки здоров'я Університету Вашингтона показали, що глобальний рівень народжуваності у 2017 році зменшився майже вдвічі, до 2,4

Джошуа Уайльд та його команда з Інституту демографічних досліджень імені Макса Планка [Архівовано 18 квітня 2021 у Wayback Machine.] в Німеччині передбачали у звіті, що у лютому 2021 р. відбудеться загальносвітове зниження народжуваності на 15,2 %.
Це найбільше падіння народжуваності за понад століття, яке тривало довше, ніж наслідки рецесії 2008 року або навіть Великої депресії 1929 року.
У різних частинах Італії народжуваність знизилася на 21,6 % станом на початок 2021 року, тоді як Іспанія повідомляє про зниження на 20 %, що є найнижчим рівнім з моменту початку ведення статистики у країні.
Через дев'ять місяців з початку пандемії Франція, Корея, Тайвань, Естонія, Латвія і Литва повідомили про щомісячні показники народжуваності в грудні або січні 2021 р., які були найнижчими за понад 20 років.
Народжуваність у Китаї знизилася у 2020 році на 30 % порівняно з 2019 роком, про що свідчать дані міністерства громадської безпеки КНР.

## Зміни показників очікуваної тривалості життя

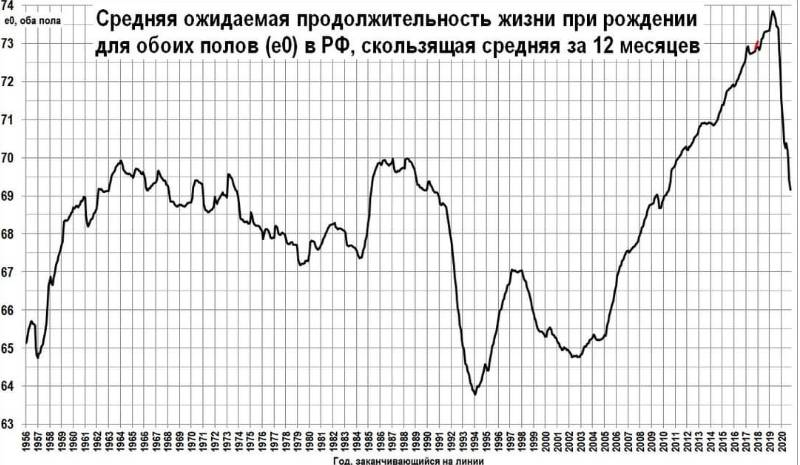
Графік створений російським демографом Алексей Ракша.

У жовтні 2021 в РФ почався перепис населення. З жовтня 2020-го до вересня 2021 року природне зменшення людей в Росії, за сукупними даними регіональних РАГСів, становило майже 1 млн осіб. Демографи називають це епохальною подією, оскільки в мирний час смертність ще ніколи не перевищувала народжуваність на таку гігантську величину. Показники очікуваної тривалості життя зменшилися з 74 років до 70, що фіксувалися 1964 року.
Згідно з новою доповіддю ОЕСР, очікувана тривалість життя впала у 24 країнах з 30 країн за порівнюваними даними, причому особливо значне падіння в США (-1,6 року) та Іспанії (-1,5 року). Середнє падіння в ЄС становило 0,6 року.
Краще пережили пандемію скандинавські країни. Є дві країни, де ні у чоловіків, ні у жінок очікувана тривалість життя не впала, — це Данія та Норвегія. У Фінляндії незначно зменшилися показники. Практично незмінні показники в Ісландії, хоча це може бути пов'язане з невеликою кількістю населення. У Швеції, на відміну від цих скандинавських країн, простежується втрата 1 року очікуваної тривалості життя.
Загалом спостерігається закономірність, що маленькі країни краще проходять пандемію; у них, мабуть, якось простіше вдається запроваджувати карантинні заходи. Данія, Фінляндія, Норвегія, навіть Швеція пройшли пандемію набагато легше, ніж великі Італія, Іспанія, Англія і особливо США.